# Sutton United Football Club
Maillots
Actualités
Le Sutton United Football Club est un club de football anglais, basé à Sutton (au sud-ouest de Londres) et fondé en 1898. Le club évolue actuellement en National League  (cinquième division anglaise) et joue ses matchs à domicile à Gander Green Lane. Le terrain est situé à environ 100 mètres de la gare de West Sutton.

## Histoire

### La formation et les premières années
Le club a été fondé le 5 mars 1898 quand Sutton Guild Rovers FC et Sutton Association FC (Anciennement Sutton St Barnabas FC) ont accepté de fusionner, lors d'une réunion au 'Robin Hood Hotel.
Sutton a commencé à jouer dans les juniors, ligues locales, mais a progressé dans l'Athenian League en 1921; La Isthmian Football League en 1964; Et la Conference Premier en 1986. L'équipe est retombée dans la Isthmian Football League en 1991. Ils sont apparus la Conférence Premier pour une saison de plus en 1999-2000, et ont été membres fondateurs de la Conférence Sud (maintenant connu comme la National League South) en 2004. En 2016 Sutton United remporte la National League South et accède donc à la National League (cinquièmeme division anglaise), le niveau juste en dessous de l'English Football League.
A l'issue  de la saison 2023-24, le club est relégué à la National League.

## Joueurs et personnalités du club

### Joueurs emblématiques
- Nassim Akrour
- Jason Brown
- Wayne Brown
- Craig Eastmond
- Efan Ekoku
- Papa Gueye
- Dario Gradi
- Jamie Mackie
- Chris Nurse
- Moses Odubajo
- Steven Old
- Paul Telfer
- Phil Woosnam

## Mascotte
La mascotte de Sutton est Jenny la girafe. Elle assiste à tous les matchs à domicile et peut être vue avant le coup d'envoi. Jenny porte le maillot de Sutton United et un foulard pendant l'hiver. Le 3 octobre 2010, Jenny a participé au Mascot Grand National (concours de course de mascotte en Angleterre), à l'Huntingdon Racecourse et s'est classée 5e sur 41 coureurs.

## Palmarès
National : Professionnel
- EFL Trophy  : Finaliste en 2022

National (non professionnel) :
- National League (1) : Vainqueur en 2021
- National League South (1) : Vainqueur en 2016
- Isthmian Football League (5) : Vainqueur en 1967, 1985, 1986, 1999, 2011
- Athenian League (3) : Vainqueur en 1928, 1946, 1958

Tournoi saisonniers :
- Coupe anglo-italienne (1) : Vainqueur en 1979